# Alf Bentley
Alfred Bentley, plus connu sous le nom d'Alf Bentley (né le 15 septembre 1887 à Alfreton dans le Derbyshire et mort le 15 avril 1940 dans la même ville), est un joueur de football anglais qui évoluait au poste d'attaquant.

## Palmarès
| Derby County - Championnat d'Angleterre D2 : - Meilleur buteur : 1908-09 (24 buts). |  | West Bromwich Albion - Championnat d'Angleterre (1) : - Champion : 1919-20. - Vice-champion : 1924-25. - Charity Shield (1) : - Champion : 1920. |